# Сольбаккен, Маркус
Маркус Сольбаккен (норв. Markus Solbakken; род. 25 июля 2000, Хамар, Хедмарк) — норвежский футболист, полузащитник пражской «Спарты» и сборной Норвегии. Выступает на правах аренды за клуб «Пиза».
Отец Маркуса — норвежский футболист и тренер Столе Сольбаккен.

## Клубная карьера
Сольбаккен — воспитанник клуба «Хам-Кам». В 2016 году он дебютировал за основной состав во Второй дивизионе Норвегии. В 2018 году Маркус помог клубу выйти в более высокий дивизион. 2 апреля в матче против «Улл/Киса» он дебютировал в Первом дивизионе Норвегии в составе последних. 2 июня 2019 года в поединке против «Йерва» Маркус забил свой первый гол за «Хам-Кам». в начале 2021 года Сольбаккен перешёл в «Стабек». 21 июля в матче против «Лиллестрёма» он дебютировал в Типпелиге. 21 ноября в поединке против «Кристиансунна» Маркус забил свой первый гол за «Стабек».
В начале 2022 года Солбаккен перешёл в «Викинг», подписав контракт на 4 года. 3 апреля в матче против «Сарпсборг 08» он дебютировал за новую команду.
9 января 2024 года футболист стал игроком чешского клуба «Спарта (Прага)».

## Международная карьера
В 2019 году в составе юношеской сборной Норвегии Сольбаккен принял участие в юношеском чемпионате Европы в Армении. На турнире он сыграл в матчах против Ирландии и Франции. 

## Статистика

### Матчи Сольбаккена за сборную Норвегии
| Матчи Сольбаккена за сборную Норвегии | Матчи Сольбаккена за сборную Норвегии | Матчи Сольбаккена за сборную Норвегии | Матчи Сольбаккена за сборную Норвегии | Матчи Сольбаккена за сборную Норвегии | Матчи Сольбаккена за сборную Норвегии |
| ------------------------------------- | ------------------------------------- | ------------------------------------- | ------------------------------------- | ------------------------------------- | ------------------------------------- |
| №                                     | Дата                                  | Соперник                              | Счёт                                  | Голы Сольбаккена                      | Соревнование                          |
| 1                                     | 7 сентября 2023                       | Иордания                              | 6:0                                   | —                                     | Товарищеский матч                     |

Итого: 1 матч / 0 голов; 1 победа, 0 ничьих, 0 поражений.